# トマス・スタッフォード (第3代スタッフォード伯)
第3代スタッフォード伯爵トマス・スタッフォード（英: Thomas Stafford, 3rd Earl of Stafford、1368年ごろ - 1392年7月4日）は、イングランド王国の貴族、廷臣。

## 生涯
第2代スタッフォード伯爵ヒュー・ド・スタッフォードと、フィリッパ・ド・ビーチャム（第11代ウォリック伯爵トマス・ド・ビーチャムの娘）の次男として生まれた。
当初、相続人であった兄ラルフは、1385年7月にスコットランドで戦っている際に初代ハンティンドン伯爵ジョン・ホランド（リチャード2世の異母兄）に殺害された。その結果、トマスはスタッフォード伯爵位の相続人となり、1390年に騎士に叙せられた。1391年に領地の仕着せを得て、同年10月20日に国王に臣下の礼をささげた。トマスは短い生涯を、グロスター公と共にフランスでの戦役に費やした。
トマスは、1390年頃にグロスター公トマス・オブ・ウッドストックの娘アンと結婚した。1392年7月4日にウェストミンスターで亡くなり、父親とともにストーン修道院に埋葬された。アンとの間には子供がおらず、アンはトマスの末弟の第5代スタッフォード伯エドマンド・スタッフォードと再婚した。